# Большевик (Брянский район)
Большевик — посёлок в Брянском районе Брянской области, в составе Чернетовского сельского поселения. 
 Расположен в 2,5 км к юго-западу от города Сельцо, на правом берегу Десны. Население — 5 человек (2010).
Возник в 1920-е годы; до 1954 входил в Сельцовский, Городецкий сельсовет.
| Годы      | 1926 | 1979 | 1989 | 2002 | 2010 |
| --------- | ---- | ---- | ---- | ---- | ---- |
| Население | 43   | 42   | 10   | 8    | 5    |